# 儒略二世墓
儒略二世墓（Tomb of Pope Julius II）是米开朗基罗及其助手完成的一组雕塑和建筑，最初于1505年订制，但直到1545年才完成，规模大为缩小。陵墓最初打算建在圣伯多禄大殿, 但是儒略二世死后，却被安置在罗马埃斯奎利诺山的圣伯多禄锁链堂。儒略二世的本家德拉·羅韋雷家族资助这座教堂，他是那里的领衔枢机。然而儒略二世，埋葬在圣伯多禄大殿他的叔叔西斯笃四世旁边, 所以最终建筑实际上不能像坟墓一样运作。

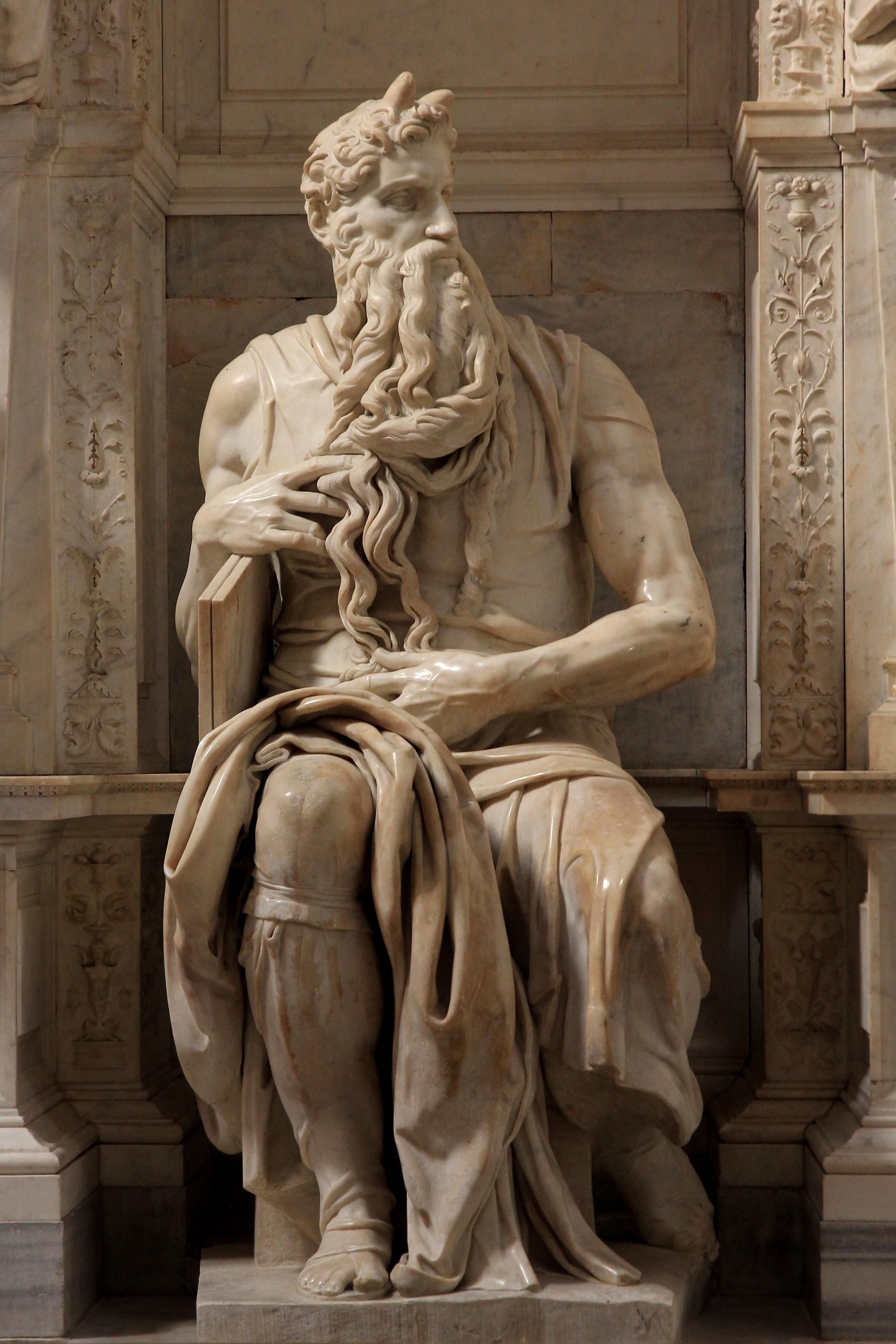
米开朗基罗的《梅瑟》.

按照最初的设想，这座坟墓将会是一个巨大的建筑，但是后来，这个项目成为米开朗基罗一生中最大的失望之一，教宗由于不明原因，更改了合同，可能是因为资金不得不用于多纳托·伯拉孟特的重建圣伯多禄大殿。最初的项目要求建立一座独立的三层建筑，有40个雕像。教宗于1513年去世后，该项目的规模逐步缩小，到1532年4月， 最终的合同缩减为一个简单的墓，雕像不到原计划的三分之一。
与此坟墓相关最著名的雕塑是米开朗基罗的《梅瑟》像, 米开朗基罗觉得这是他最栩栩如生的作品。

## 历史
- 1505年 – 儒略二世订制陵墓，米开朗基罗花费了8个月时间，在卡拉拉挑选大理石[4] 但是在施工期间，米开朗基罗与教宗发生争吵，米开朗基罗逃离罗马，以保证安全[5]。
- 1508年 – 多纳托·伯拉孟特嫉妒米开朗基罗的合同，利用米开朗基罗的缺席，让教宗相信，在生前建造坟墓会带来噩运，米开朗基罗的时间最好用在梵蒂冈宫的西斯廷小堂天花板上。他与米开朗基罗的其他竞争对手，都认为米开朗基罗 无法完成庞大的天花板工程，因此会受到羞辱，离开罗马[6]。
- 1512年 – 随着西斯汀小堂天花板的装饰完成，米开朗基罗恢复了坟墓的作品。在1512-1513年间，他为这个项目完成了三个雕塑：《垂死的奴隶》和《叛逆的奴隶》（现藏于巴黎卢浮宫）和《梅瑟》。
- 1513年 – 儒略二世死于1513年2月。5月6日起草了一份新合同，
- 1516年 – 米开朗基罗与儒略二世的继承人之间达成一份新合同，要求完成该项目
- 1520年代 – 米开朗基罗雕刻《胜利的天才》和四个未完成的奴隶（现藏于佛罗伦萨美术学院）
- 1532年 – 米开朗基罗签署第二份新合同
- 1542年 –
- 1545 –

- 米开朗基罗的第二个设计

- 1505年设计[7]
- 重建的1532年项目
- 儒略二世墓，米开朗基罗的拉结和利亚的雕像在他的摩西的左边和右边

## 雕塑
雕像《垂死的奴隶》和《叛逆的奴隶》已经完成，现收藏于卢浮宫。《胜利的天才》现藏于佛罗伦萨的旧宫。陵墓的其他雕塑有《年轻的奴隶》、《阿特拉斯奴隶》、《大胡子奴隶》和《觉醒的奴隶》。拉结和利亚的雕塑，由米开朗基罗的学生拉斐洛·达·蒙特卢波完成。其他雕塑是由经验不足的学生完成。

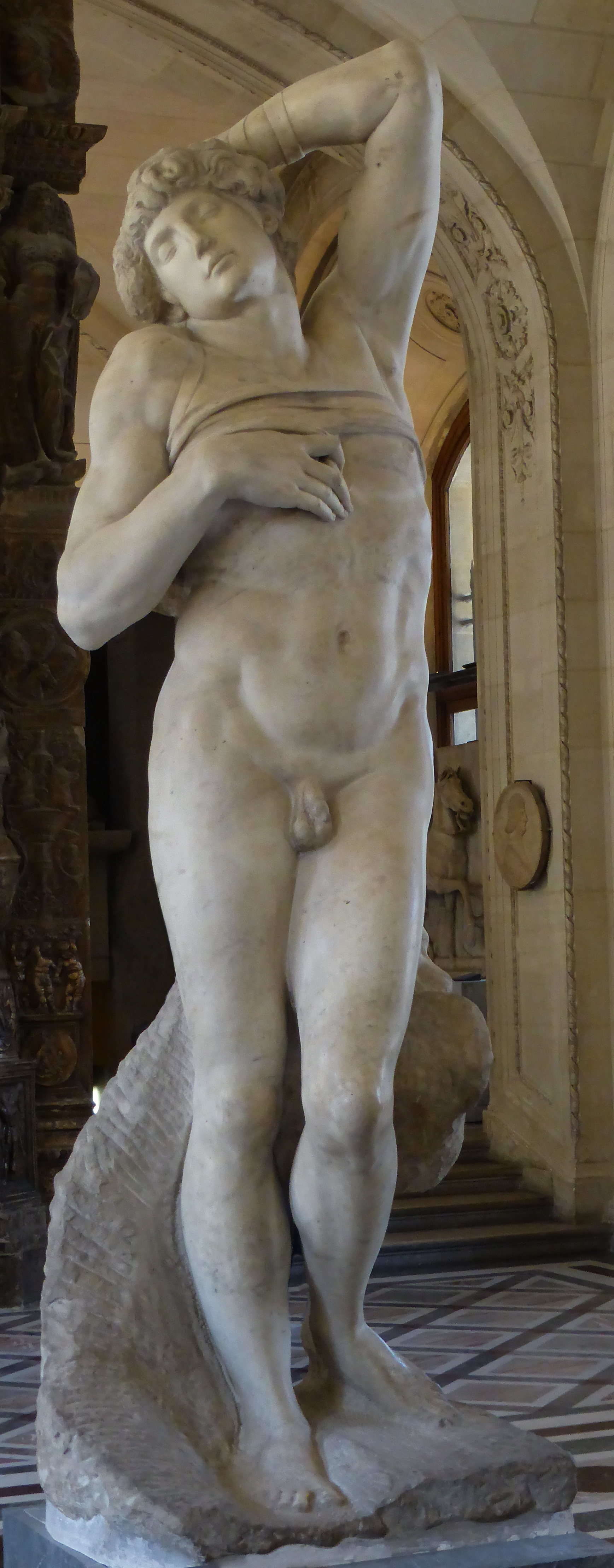
《垂死的奴隶》
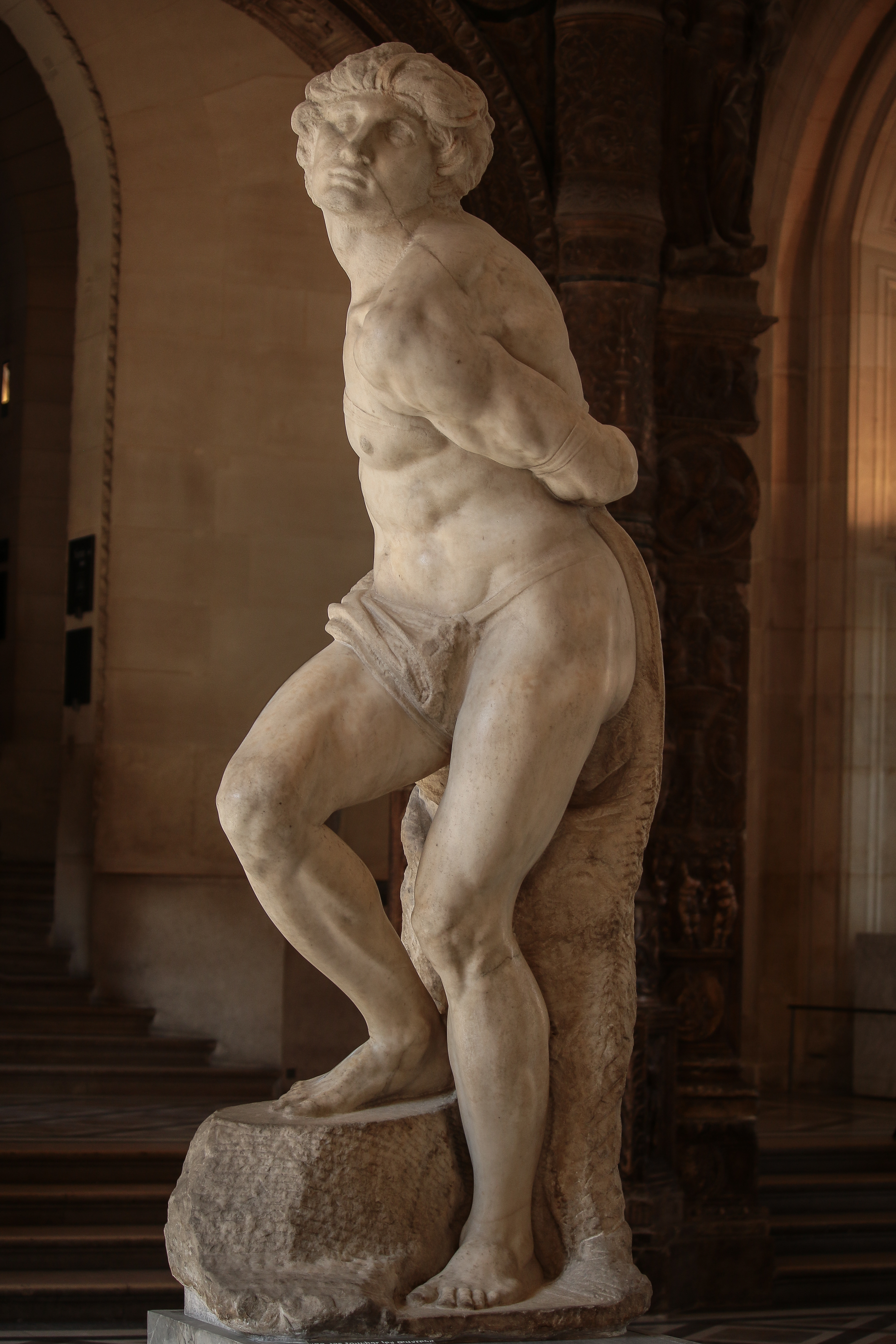
《叛逆的奴隶》
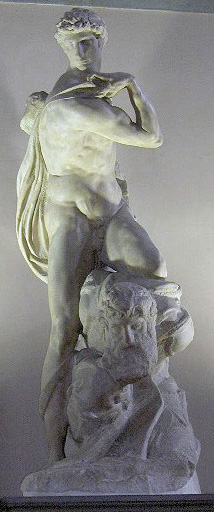
《胜利的天才》
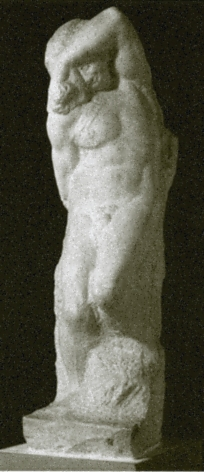
《年轻的奴隶》
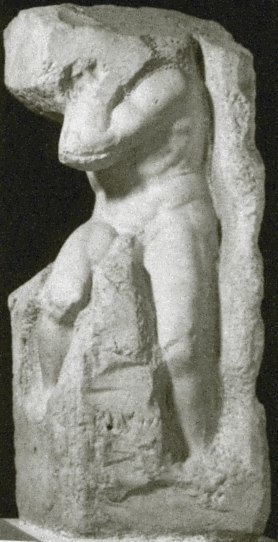
《阿特拉斯奴隶》
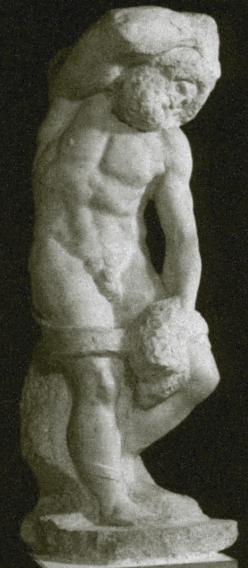
《大胡子奴隶》
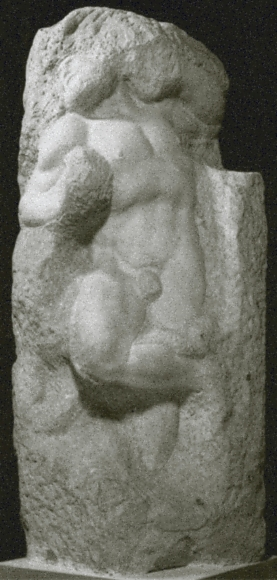
《觉醒的奴隶》